# Nasonovia wahinkae
Nasonovia wahinkae är en insektsart som först beskrevs av Hottes 1933.  Nasonovia wahinkae ingår i släktet Nasonovia och familjen långrörsbladlöss.

## Underarter
Arten delas in i följande underarter:
- N. w. robinsoni
- N. w. wahinkae